# Schüllenbusch
Schüllenbusch ist ein Ortsteil im Stadtteil Schildgen von Bergisch Gladbach.

## Geschichte
Der Siedlungsname Schüllenbusch ist aus einer Gewannenbezeichnung hervorgegangen, die das Urkataster in der Form Schönenbusch verzeichnet. Wahrscheinlich wurde der Name fälschlich aus der mundartlichen Bezeichnung Schöllenbösch abgeleitet.
Die Topographia Ducatus Montani des Erich Philipp Ploennies, Blatt Amt Porz, belegt, dass der Wohnplatz 1715 als ein Hof kategorisiert wurde und mit Schüllersbrug bezeichnet wurde.
Aus Carl Friedrich von Wiebekings Charte des Herzogthums Berg 1789 geht hervor, dass Schüllenbusch zu dieser Zeit Teil der Honschaft Paffrath im gleichnamigen Kirchspiel war.
Unter der französischen Verwaltung zwischen 1806 und 1813 wurde das Amt Porz aufgelöst und Schüllenbusch wurde politisch der Mairie Gladbach im Kanton Bensberg zugeordnet. 1816 wandelten die Preußen die Mairie zur Bürgermeisterei Gladbach im Kreis Mülheim am Rhein. Mit der Rheinischen Städteordnung wurde Gladbach 1856 Stadt, die dann 1863 den Zusatz Bergisch bekam.
Der Ort ist auf der Topographischen Aufnahme der Rheinlande von 1824 als Schüllerbusch und auf der Preußischen Uraufnahme von 1840 ohne Namen verzeichnet. Ab der Preußischen Neuaufnahme von 1892 ist er auf Messtischblättern regelmäßig als Schüllerbusch, später Schüllenbusch verzeichnet. 
Aufgrund des Köln-Gesetzes wurde der Odenthaler Ortsteil Schildgen mit Wirkung zum 1. Januar 1975 Teil von Bergisch Gladbach. Später wurde das ursprünglich zu Paffrath gehörende Schüllenbusch Teil des Stadtteils Schildgen.
| Jahr | Einwohner | Wohn- gebäude | Kategorie |
| ---- | --------- | ------------- | --------- |
| 1822 | 7         |               | Hofstelle |
| 1830 | 11        |               | Hofstelle |
| 1845 | 18        | 2             | Hofstelle |
| 1871 | 10        | 2             | Hofstelle |
| 1885 | 10        | 2             | Wohnplatz |
| 1895 | 17        | 2             | Wohnplatz |
| 1905 | 9         | 1             | Wohnplatz |

## Etymologie
Hinter dem Bestimmungswort Schüllen/Schöllen verbirgt sich möglicherweise der Personenname Schüller. Es kann aber auch aus dem althochdeutschen scollo (= Erd-; Ackerscholle) abstammen, so dass es sich um eine landwirtschaftliche Nutzungsfläche gehandelt hat.